# تیم ملی والیبال زنان امارات متحده عربی
تیم ملی والیبال زنان امارات متحده عربی (انگلیسی: United Arab Emirates women's national volleyball team) تیم ملی والیبال مختص زنان امارات متحده عربی است که به عنوان نماینده امارات در رقابت‌های رسمی و دوستانه با حریفان به رقابت می‌پردازند.